# Деба-Понсан, Эдуар
Эдуард Деба-Понсан (фр. Édouard Debat-Ponsan; родился в Тулузе 25 апреля 1847 — умер в Париже 29 января 1913) — французский художник.

## Биография
Ученик Кабанеля. Получил известность благодаря своим портретам представителей высших сословий и политиков Парижа, картинам на тему древней истории и сценам из крестьянской жизни. Республиканец, ветеран войны 1870 года, Деба-Понсан участвовал в кампании за восстановление доброго имени капитана Дрейфуса, выставив на Салоне 1898 года картину «Истина, выходящая из колодца», своего рода живописный манифест, который он предложил Эмилю Золя для продажи по подписке.
Дети:
- Жак Деба-Понсан, архитектор и лауреат Большой Римской премии 1912 года
- Жанна Деба-Понсан, которая вышла замуж за Робера Дебре, основателя современной педиатрии во Франции, деда Мишеля Дебре (премьер-министра при генерале де Голле и одного из отцов-основателей Пятой Республики) и художника-абстракциониста Оливье Дебре, а также прадеда Жана-Луи Дебре (политика).

Похоронен на кладбище Пасси (13-й сектор, участок возле корпуса).

## Творчество

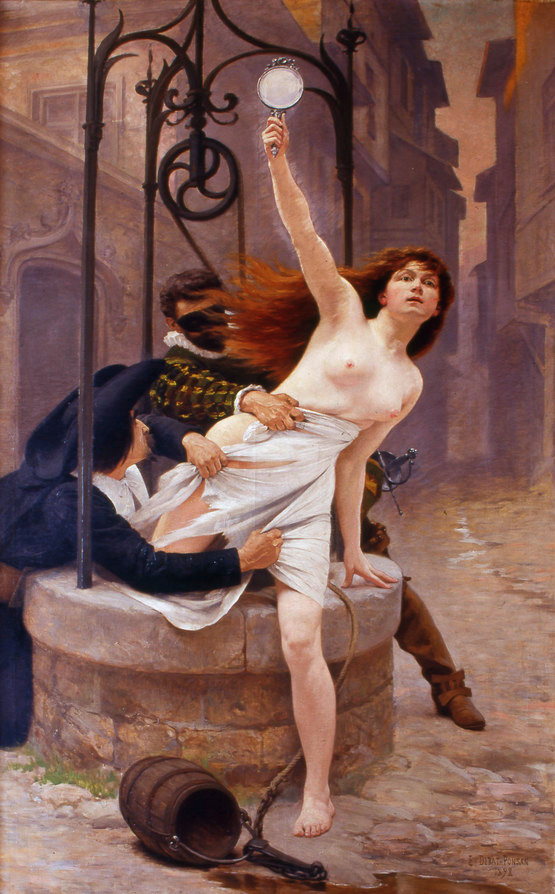
Nec mergitur, или Истина, выходящая из колодца, мэрия Амбуаза
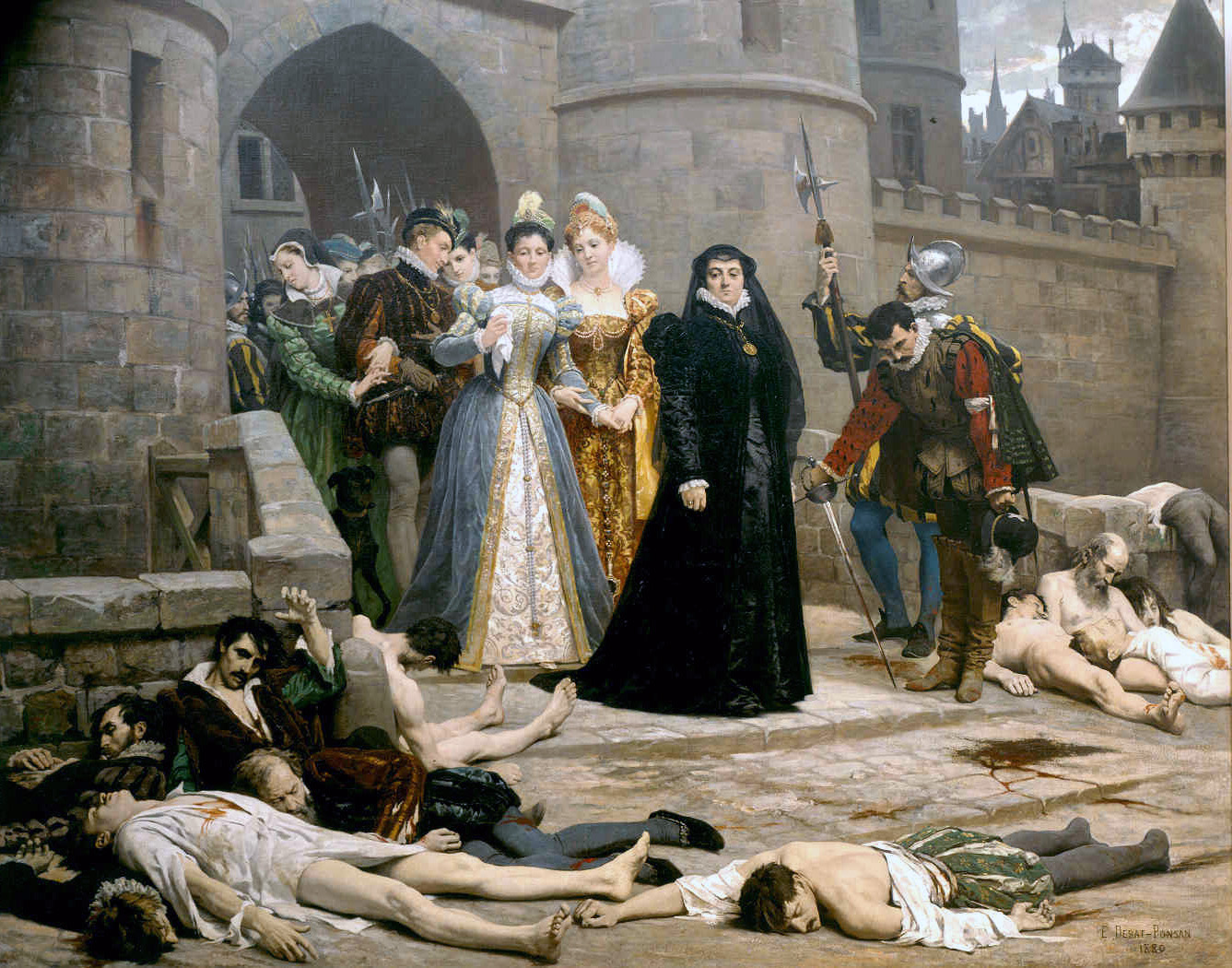
Утро у ворот Лувра (после Варфоломеевской ночи), 1880, Художественный музей Роже-Киллио, Клермон-Ферран
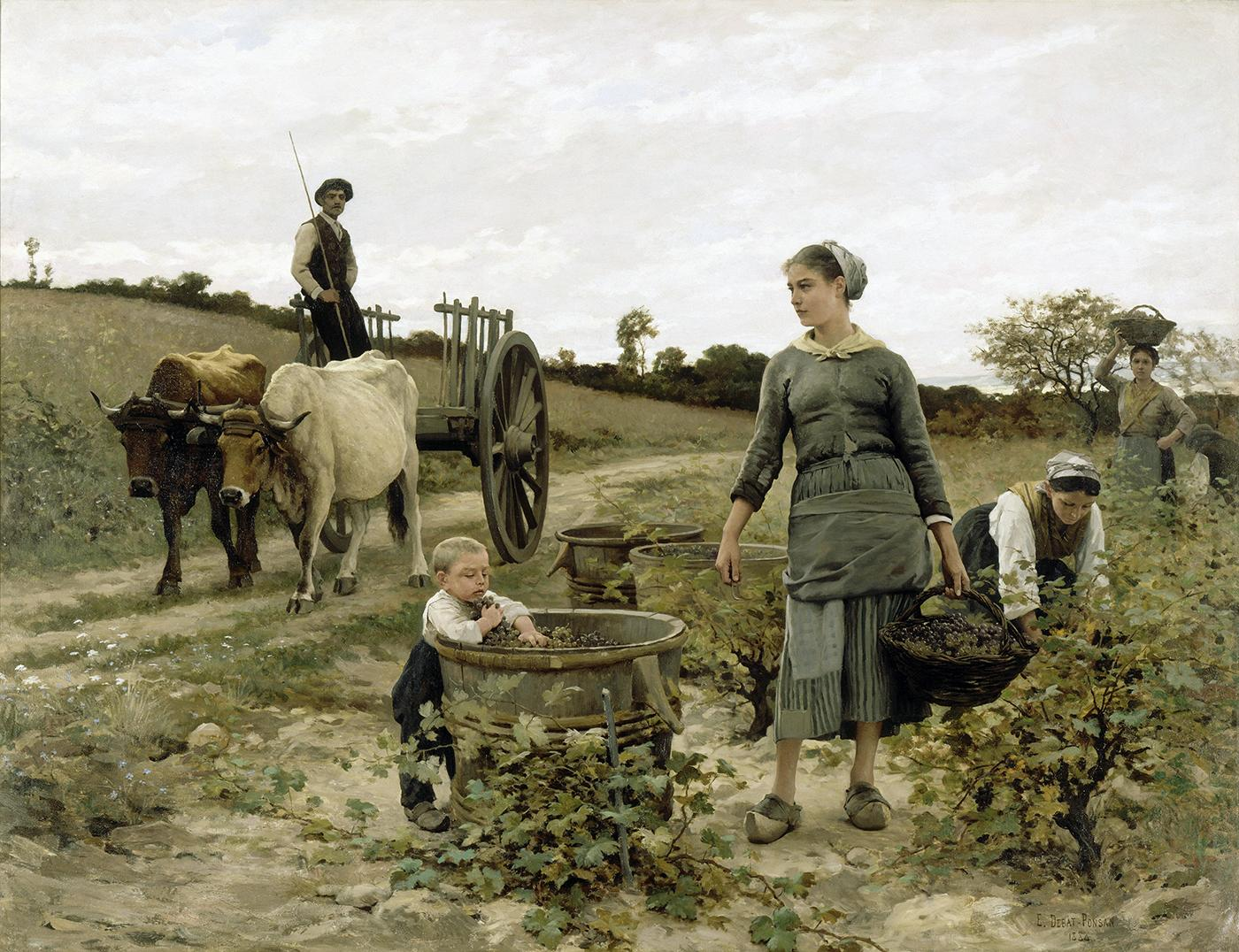
Уголок виноградника, 1886, Нантский музей изобразительных искусств.